# ووادیسواف کوزاکیویچ
ووادیسواف کوزاکیویچ (لهستانی: Władysław Kozakiewicz؛ ‏ تلفظ لهستانی: [vwaˈdɨswaf]؛ ‏ زادهٔ ۸ دسامبر ۱۹۵۳) ورزشکار دو و میدانی پرش با نیزه اهل لهستان است.
وی در مسابقات کشوری و بین‌المللی در مجموع برندهٔ ۲ مدال طلا شده‌است.